# St. Jost (Trier)

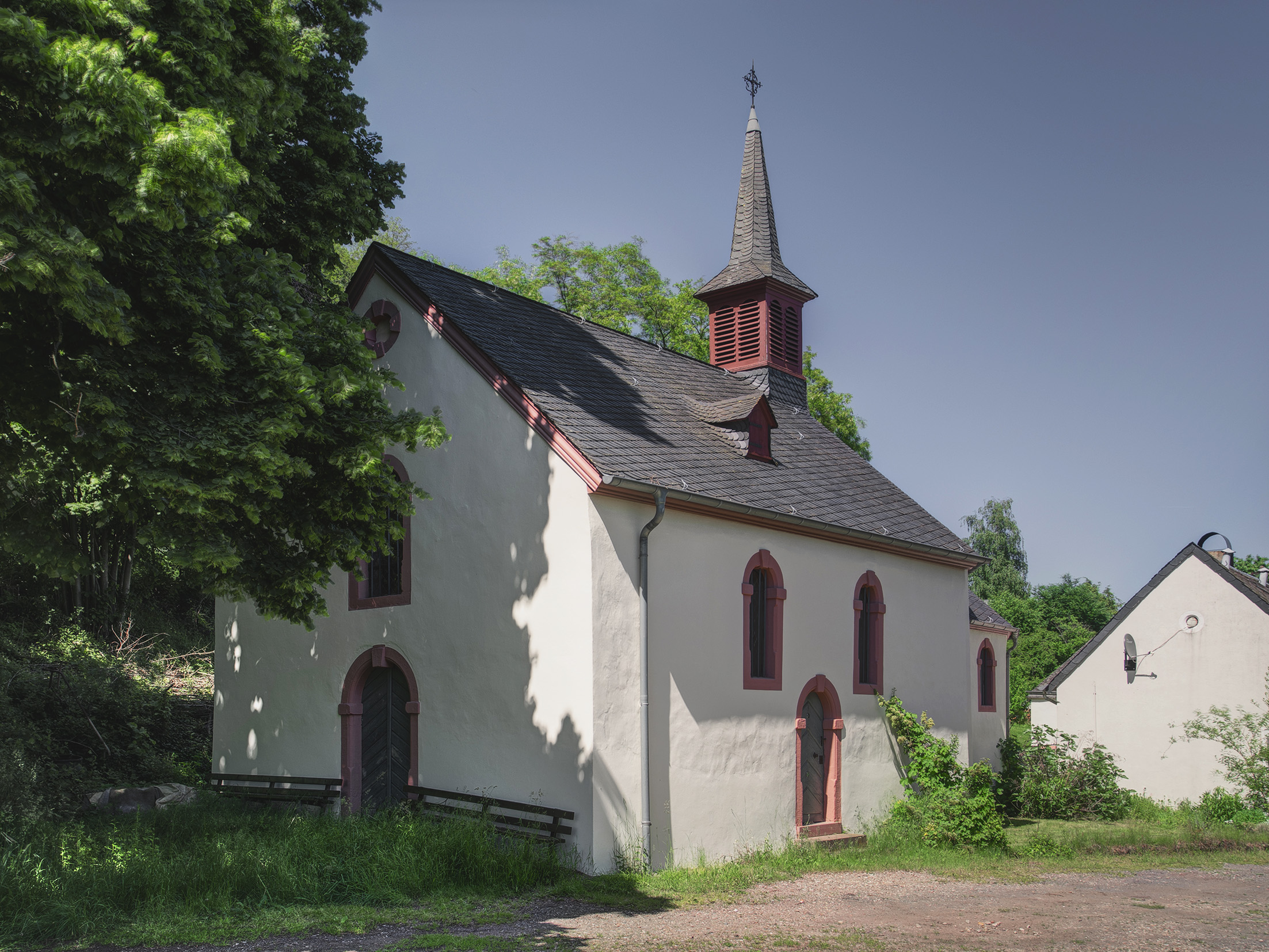
Ehemalige Kapelle und Lepra-Siechenhaus Trier-Biewer

St. Jost ist ein ehemaliges  Leprosorium mit Kapelle, ehemaligem Siechenhaus und dem ehemaligen Friedhof am Ortseingang des Trierer Stadtteils Biewer.

## Aufgabe
Die Geschichte von Sankt Jost ist mit der Lepra verbunden. Im Mittelalter konnte diese Krankheit nicht geheilt werden. Die Leprakranken wurden in eine Siechenhütte außerhalb der Städte und Dörfer gebracht, um ein Ausbreiten der Seuche zu verhindern. Dies galt als bürgerlicher Tod, wenn auch das Leben mit strengen Verhaltensregeln weiterging. Ihren Höhepunkt erreichte die Seuche durch Kreuzzüge und Pilgerfahrten im 13. und 14. Jahrhundert. Im Umfeld größerer Städte entwickelte sich ab dem 11. Jahrhundert mit den Leprosenhäusern eine eigene Art von Hospitälern.

## Geschichte

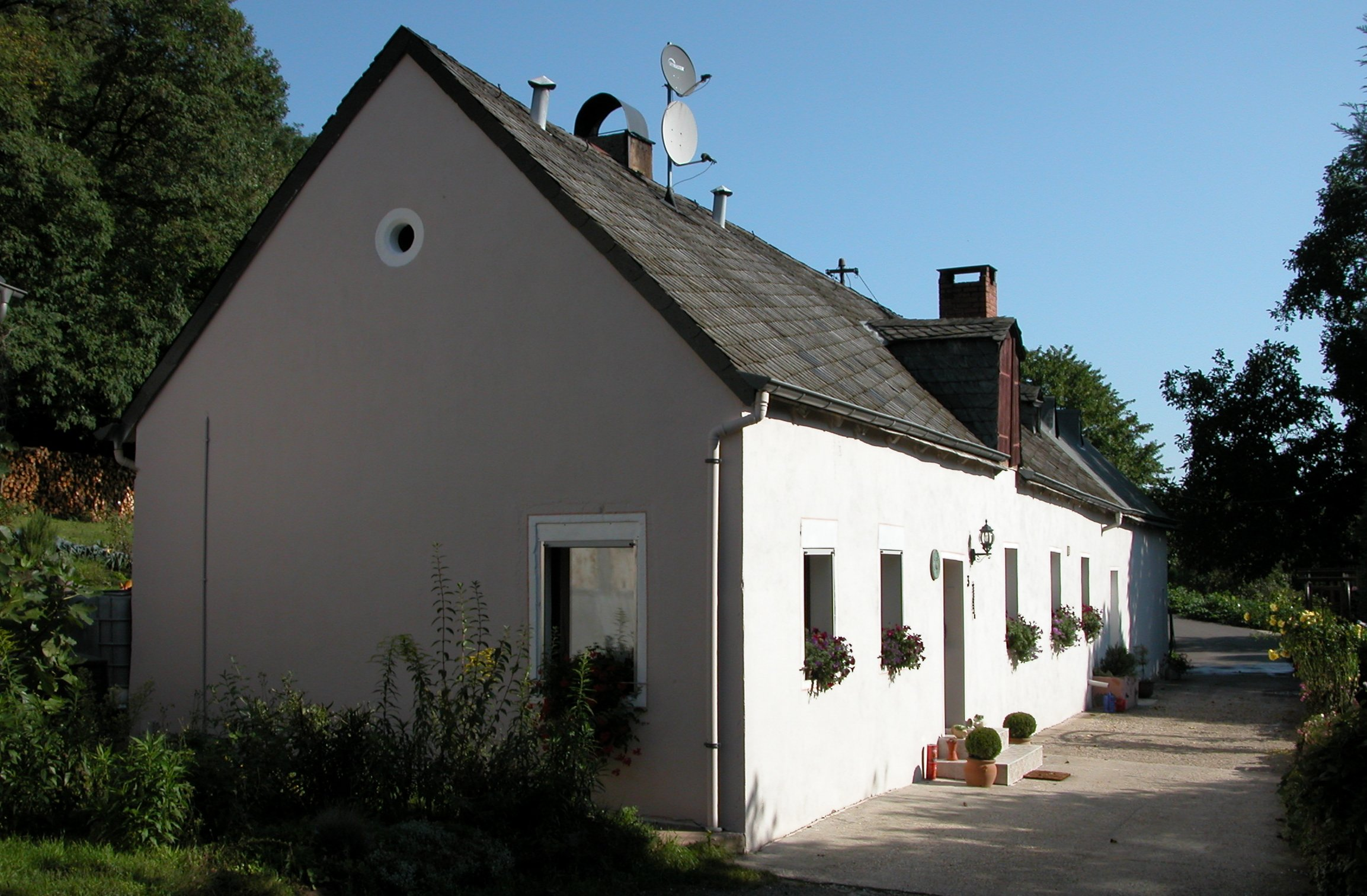
Das ehemalige Siechenhaus neben der Kapelle

Die Anlage wurde 1283 in einem Vermächtnis erstmals erwähnt. Sie hatte möglicherweise schon länger bestanden.
In der Regel wurden nur Einheimische aufgenommen. Für 1458 sind drei Insassen überliefert. Das Leprosorium unterstand der Abtei Sankt Marien; die geistliche Aufsicht übte deren Abt, die weltliche der Amtmann von Pfalzel aus. Die Verwaltung vor Ort, die Bewirtschaftung des Grundbesitzes und die Verpflegung der Kranken übernahm der Schellenknecht. Die Einnahmen bestanden größtenteils aus Almosen. Dazu diente ein teilweise erhaltener Bildstock zwischen Biewer und Pallien, an dem die Passanten Lebensmittel für die Bedürftigen abstellten oder Geld in eine Opferbüchse warfen. Ein Klingelmann oder eine Klingelfrau, ausgestattet mit einer Hotte und einer Klingel, gingen an bestimmten Tagen in vorgeschriebenen Sammelbezirken von Tür zu Tür, um Geld oder Lebensmittel für das Leprosorium zu sammeln. Den Nachlass verstorbener Pfründner und das bei der Aufnahme eingezahlte Geld erhielt die Bruderschaft.
Jährlich fand ein zweitägiges Fest der Erzbruderschaft aller Leprosen des Erzstiftes mit Messe und Predigt in Sankt Jost statt. Die Kosten für Prediger und Kerzen trug die Bruderschaft, die Teilnahme war für alle Aussätzigen Pflicht. Auf dem Pestfriedhof bei Sankt Jost, im Volksmund auch Paradies genannt, fanden die Siechen nach ihrem Tod die letzte Ruhestätte. Wann der letzte Leprose in Biewer starb, ist nicht bekannt. Im 18. Jahrhundert verschwand der Aussatz in Europa, und im Siechenhaus wurden andere unheilbar Kranke aufgenommen. Unter französischer Herrschaft wurde 1804 diese Einrichtung geschlossen; mit dem Vermögen aller Wohltätigkeitsanstalten in und um Trier wurden die Vereinigten Hospitien gegründet.
Um 1960 wurde die Kirche aufgegeben und profaniert.

## Anlage, Gebäude und Erhaltungszustand
St. Jost befindet sich am Ortseingang von Biewer in der Nähe der Straße von Trier-Pallien. Durch den Bau der Umgehungsstraße, die direkt vor der Kirche von der alten Straße abzweigt, liegt die Anlage nun eingeklemmt zwischen beiden Straßen und der Bahnlinie von Trier-Ehrang nach Trier-West.
Die Anlage besteht heute (2009) aus einem Hauptsiechenhaus, mehreren kleinen Wohnstätten, einer Kapelle und einem Friedhof. Patron der Kapelle war der heilige Jodocus (Sankt Jost). 1706 wurde die Kapelle neu erbaut und geweiht. Ob sie auf dem Fundament eines älteren Bauwerks steht, ist nicht nachgewiesen. Gegenüber der Straße nach Biewer lag der Friedhof, dessen Umfassungsmauer mit Tor noch heute erhalten ist.
Das ehemalige Siechenhaus Sankt Jost und die Kapelle sind Eigentum der Vereinigten Hospitien. 1988 wurde eine Interessengemeinschaft e. V. zur Rettung von Sankt Jost in Biewer gegründet. 1994 unterzeichneten der Verein und die Vereinigten Hospitien einen Erbbaurechtsvertrag mit dem Ziel, die Kapelle zu sanieren. 2008 war die Sanierung so weit fortgeschritten, dass die Kapelle zum Tag des offenen Denkmals der Öffentlichkeit vorgestellt werden konnte. Dabei wurden den Besuchern im Kirchenraum freigelegte Farbschichten verschiedener früherer Bemalungen gezeigt.
Die Kirche ist nur zu besonderen Anlässen geöffnet. Das ehemalige Siechenhaus wurde zu Wohnungen umgebaut.
Das Kreuz mit später ergänztem Schaft steht heute auf der anderen Seite der Straße etwa 100 m ortseinwärts in Richtung Biewer.

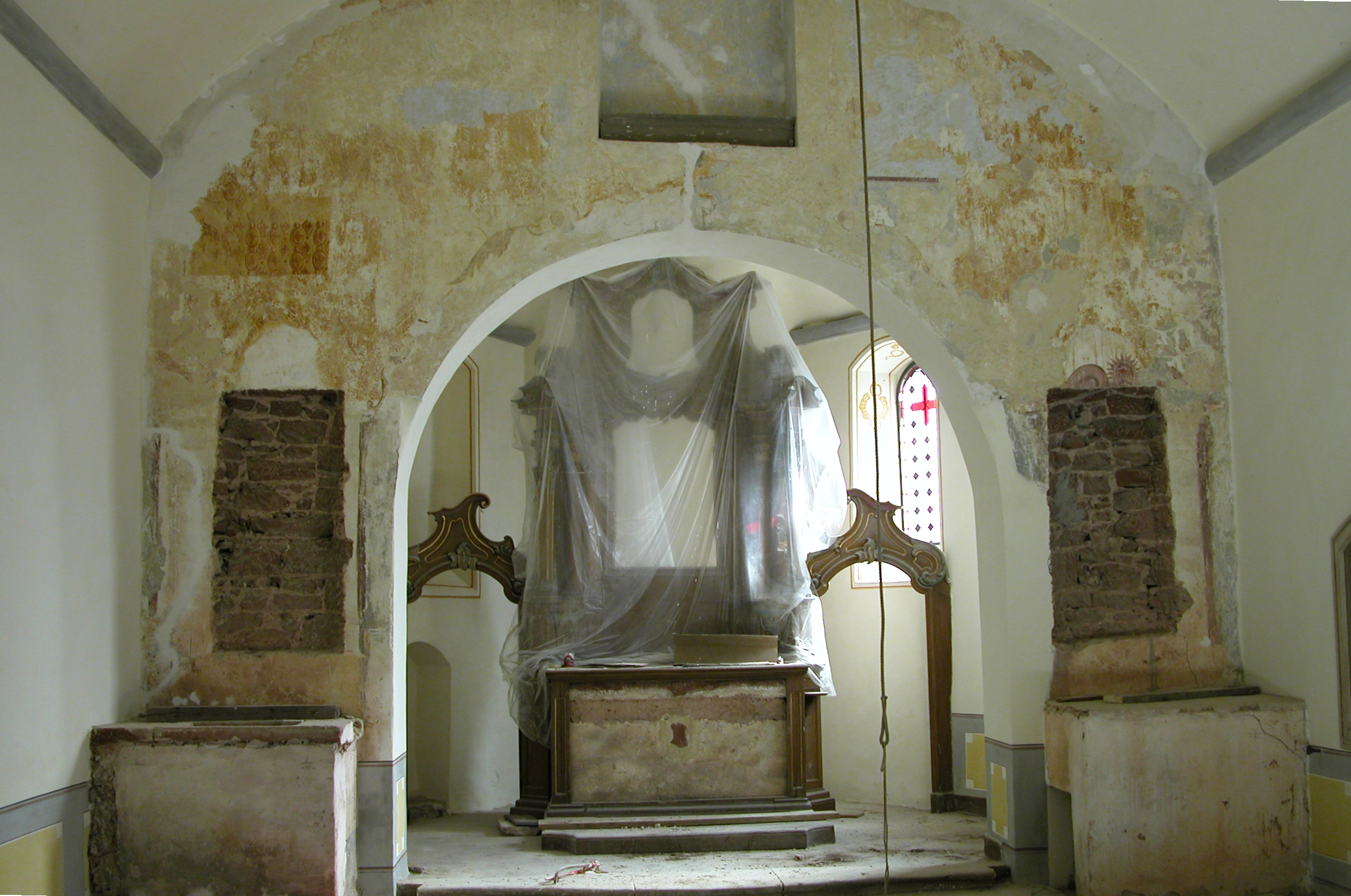
Altarraum Oktober 2008
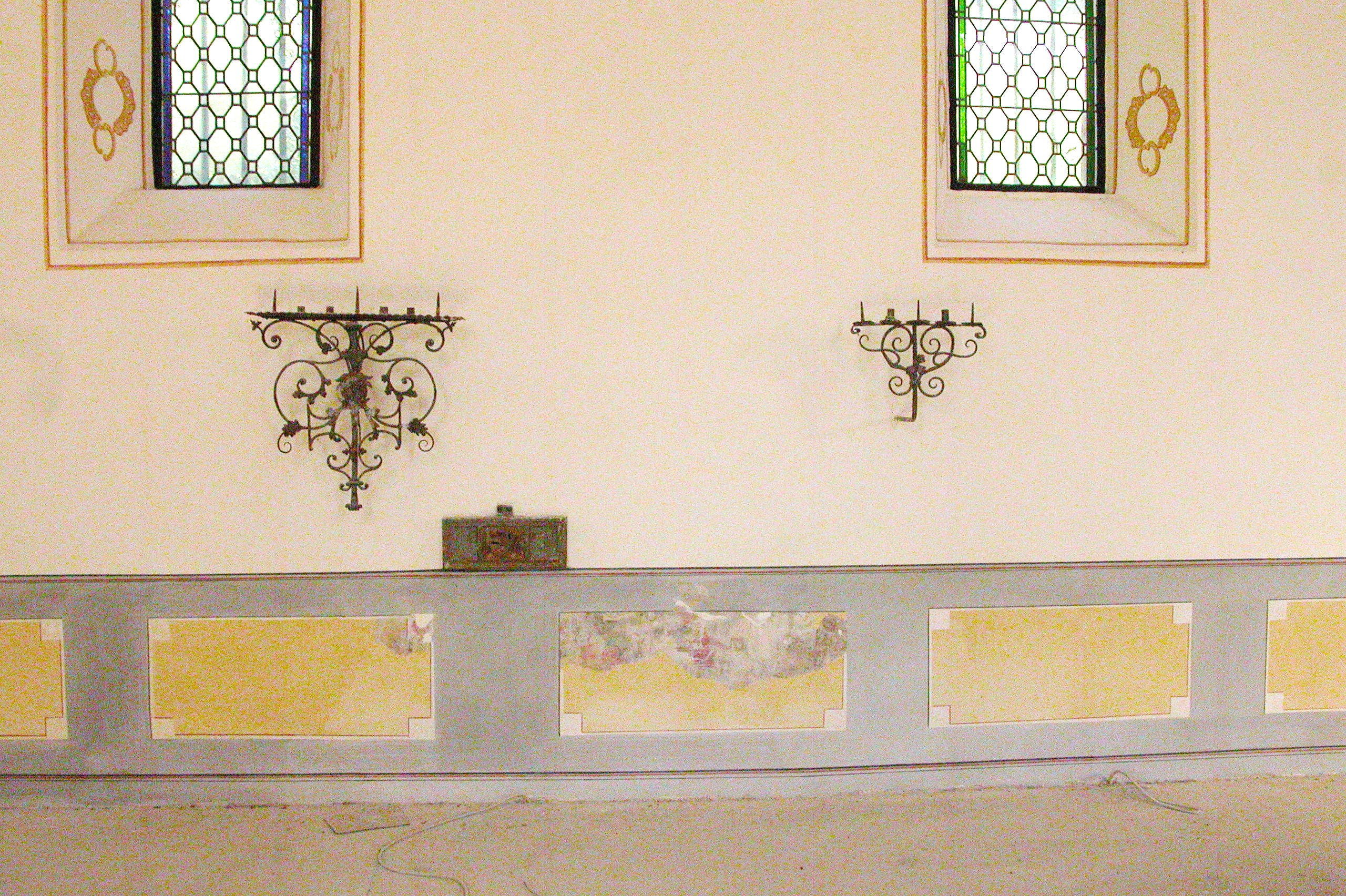
Seitenwand mit teilweise freigelegten Bemalungen verschiedener Epochen
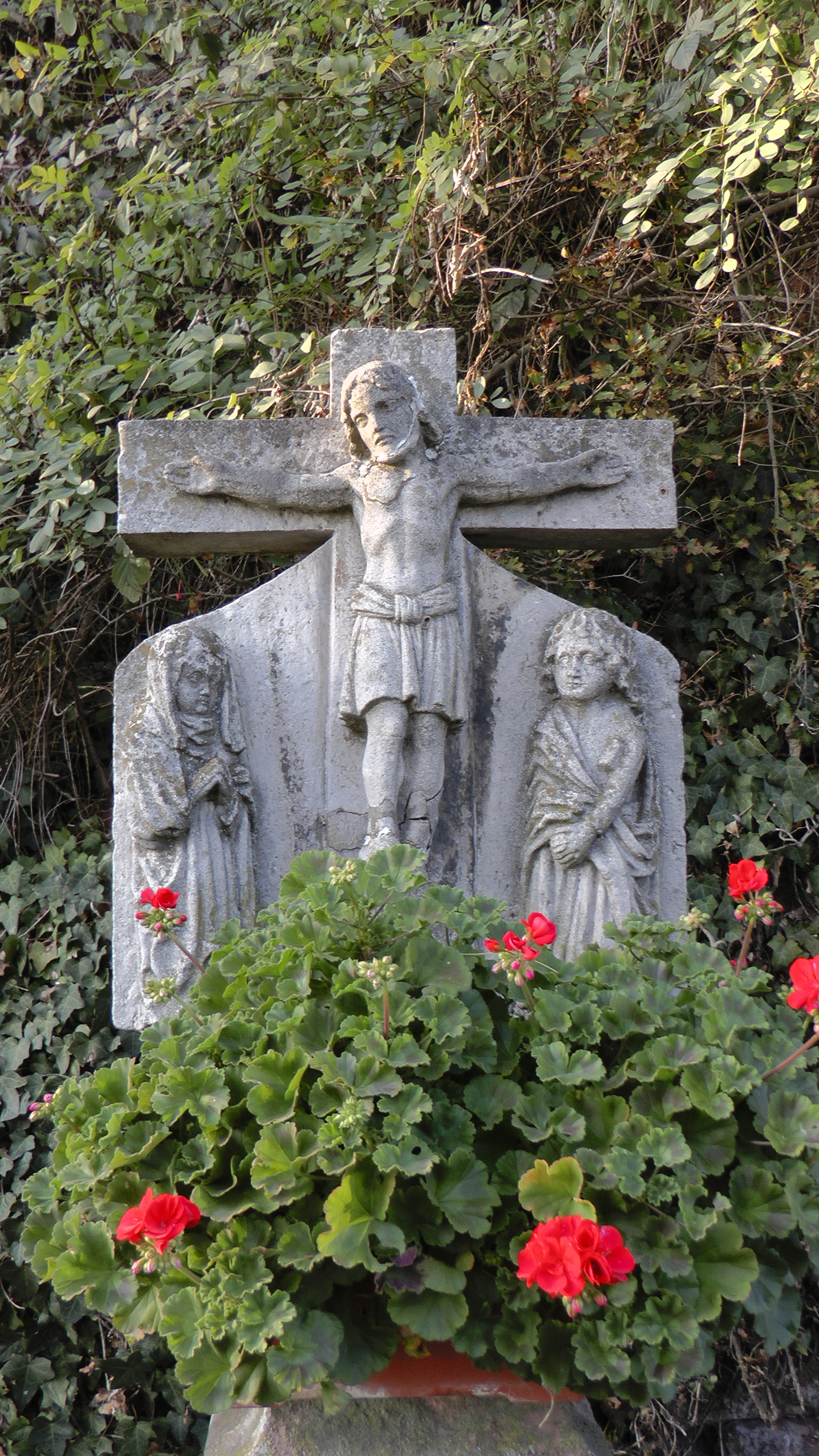
Schaftkreuz zum Almosensammeln
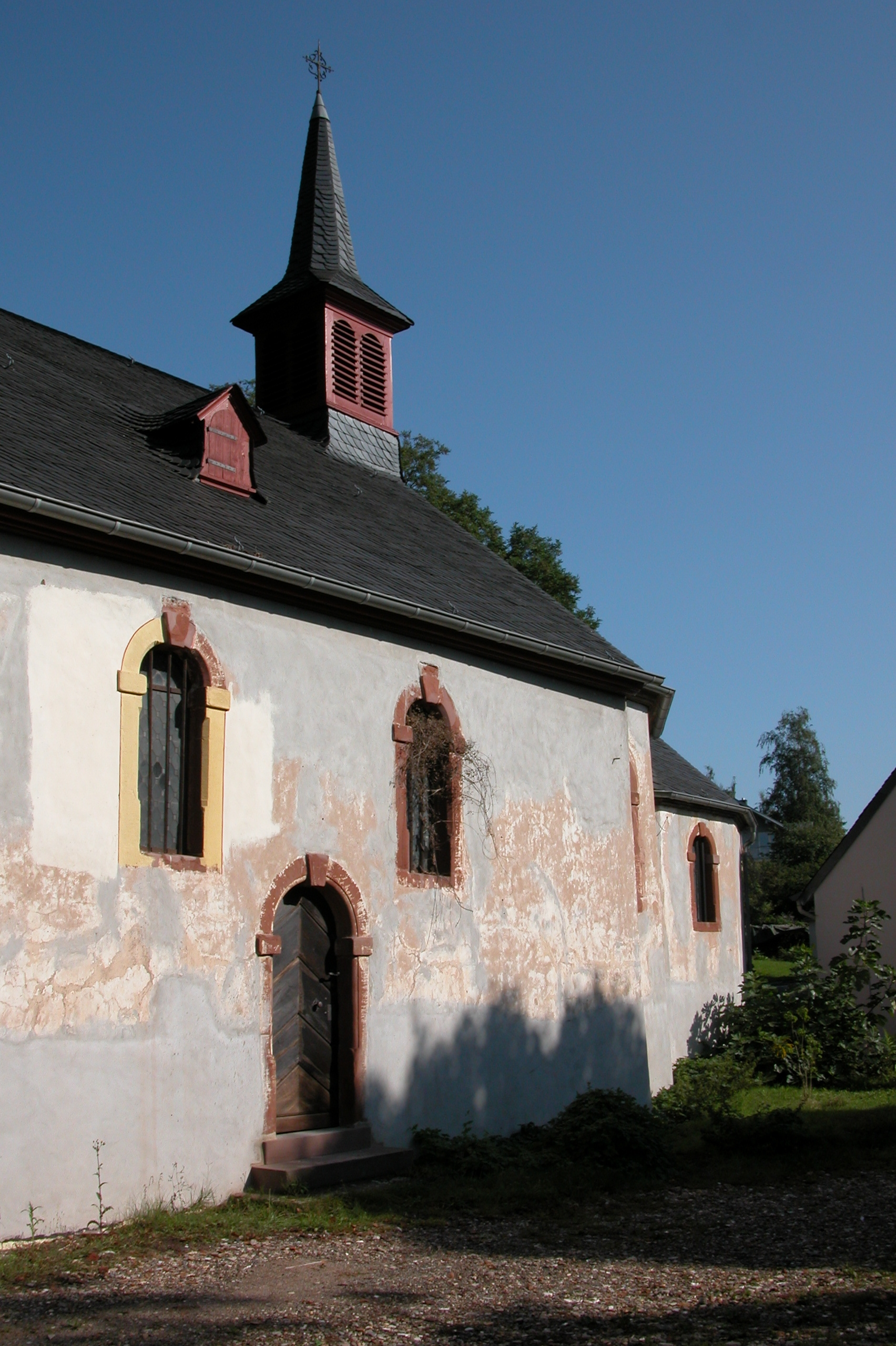
Zustand September 2008